# Hysteria (песня Muse)
«Hysteria» — сингл британской рок-группы Muse с их третьего альбома Absolution. Сингл достиг 17-й строки в британском чарте и 9-й — в чарте Billboard Modern Rock Tracks.
Обложка сингла была выбрана по итогам конкурса, победителем которого стал Адам Фолкус, а изображение, занявшее второе место, стало обложкой DVD. Песня регулярно исполнялась во время Absolution-тура и позднее, включая концерты на стадионе «Уэмбли» 16 и 17 июня 2007 года и тур в поддержку The Resistance.

## Клип
Клип, снятый с участием Джастина Теру, снят в виде короткого фильма, повествующего о чувствах человека, обнаружившего, что женщина, в которую он был влюблен — проститутка. Клип выпущен в нескольких вариантах. Дополнительное видео снято для США; в нём показывается группа, играющая перед зелёным видеоэкраном.
Заметно серьёзное сходство с фрагментами фильма «Стена» по одноимённому альбому группы Pink Floyd.

## В массмедиа
Телеканал TNT использовал «Hysteria» в рекламе духов Guerlain Insolence. Кроме рекламы, «Hysteria» использовалась вместе с «Blackout», другой песней с «Absolution», в фильме «Миллионы». «Hysteria» также использовалась как контент для игры Rock Band.

## Список композиций
7", CD
1. «Hysteria» — 3:47
2. «Eternally Missed» — 6:05

DVD
1. «Hysteria» (Director’s Cut)
2. «Hysteria»
3. «Hysteria» (live on MTV2 Video)
4. Фотогалерея